# Zabaj
Zabaj, Zabij o Zabag (en xinès: Sanfotsi; en hindi: Suvarnadvipa, Javaka; en àrab: Zabaj) fou una ciutat i regne hindú esmentat per geògrafs àrabs, al nord-est de l'oceà Índic. No s'ha pogut establir la seva situació però se suposa que podria ser a Java abans de l'hegemonia de Sri Vijaya, o Sumatra ja amb centre a Sri Vijaya. Els historiadors en general consideren Sri Vijaya com el lloc més probable pel regne i la ciutat podria estar a Java, Sumatra o la península Malaia; menys partidaris tenen l'illa de Borneo o les Filipines.